# Thomas Howes (Schauspieler)
Thomas Howes (* 1986 in Woodlands, South Yorkshire) ist ein britischer Film- und Theaterschauspieler. Bekannt wurde er vor allem durch seine Rolle in der Fernsehserie Downton Abbey.

## Leben
Howes studierte an der Guildhall School of Music and Drama. Dort trat er in zahlreichen Theaterinszenierungen auf. Später folgten Rollen in Theaterstücken wie The Winslow Boy oder The History Boys.
In den ersten beiden Staffeln der Dramaserie Downton Abbey stellte Howes den Diener William Mason dar.

## Filmografie (Auswahl)
- 2008: ChuckleVision (Fernsehserie)
- 2010–2011: Downton Abbey (Fernsehserie, 12 Folgen)
- 2012: Anna Karenina
- 2013: Murdoch Mysteries (Fernsehserie, Folge 6x02)
- 2016: Houdini & Doyle (Miniserie, Folge 1x06)
- 2016: Dark Angel (Miniserie, Folge 1x01)
- 2016: Walk Invisible: The Brontë Sisters (Fernsehfilm)
- 2019: Gentleman Jack (Fernsehserie, 6 Folgen)
- 2020: Call the Midwife (Fernsehserie, Folge 9x10 (Episode 8))

## Auszeichnung
- 2013: Screen Actors Guild Award für Downton Abbey in der Kategorie Bestes Schauspielensemble – Drama